# Neonectria westlandica
Neonectria westlandica är en svampart som först beskrevs av Dingley, och fick sitt nu gällande namn av Samuels & Brayford 2004. Neonectria westlandica ingår i släktet Neonectria och familjen Nectriaceae.   Inga underarter finns listade i Catalogue of Life.